# Union Springs, New York
Union Springs är en ort (village) i Cayuga County i delstaten New York. Vid 2020 års folkräkning hade Union Springs 1 075 invånare.